# Gedenkstätte Sophienkirche Dresden
Die Gedenkstätte für die Sophienkirche Dresden (zuvor Gedenkstätte Busmannkapelle) ist eine seit 1995 geplante und von 2009 bis 2020 erbaute Gedenkstätte für die 1963 zerstörte Sophienkirche in Dresden. Sie entstand auf dem früheren Standort der sogenannten Busmannkapelle, einer um 1400 an die Südseite der Kirche angebauten Seitenkapelle. Diese wurde von Lorenz Busmann und seiner Frau gestiftet. Lorenz Busmann war in der Zeit zwischen 1392 und 1406 Bürgermeister der Stadt und Mitglied der geistlichen Bruderschaft des Franziskanerklosters.
Die damalige Gedenkstätte Busmannkapelle wurde im Oktober 2020 unter dem neuen Namen DenkRaum Sophienkirche eröffnet. Die Gedenkstätte gehört seit Februar 2019 zu den fünf Nagelkreuzgemeinden in Dresden.

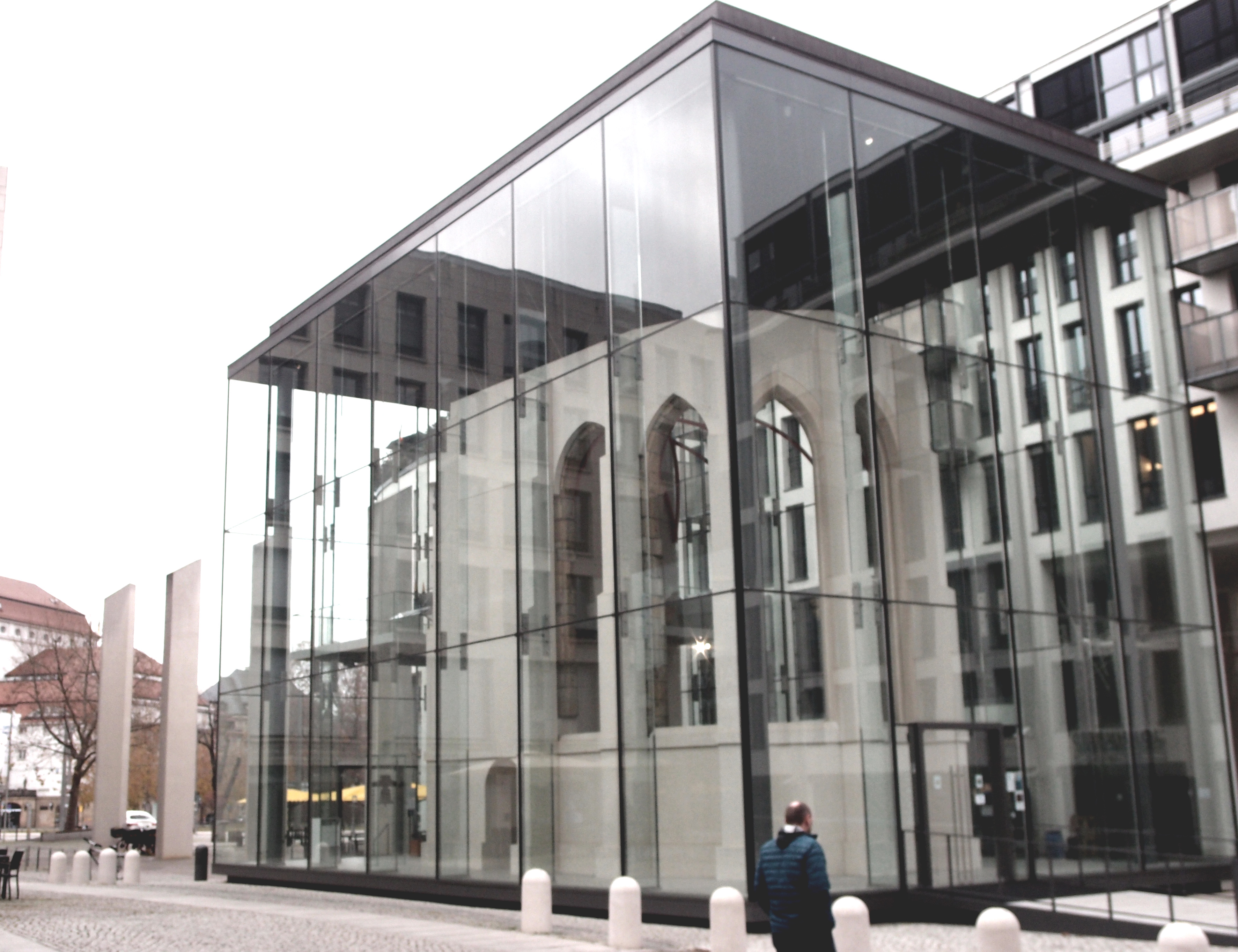
Die Gedenkstätte Busmannkapelle, seit 2020 „DenkRaum Sophienkirche“

## Vorgeschichte

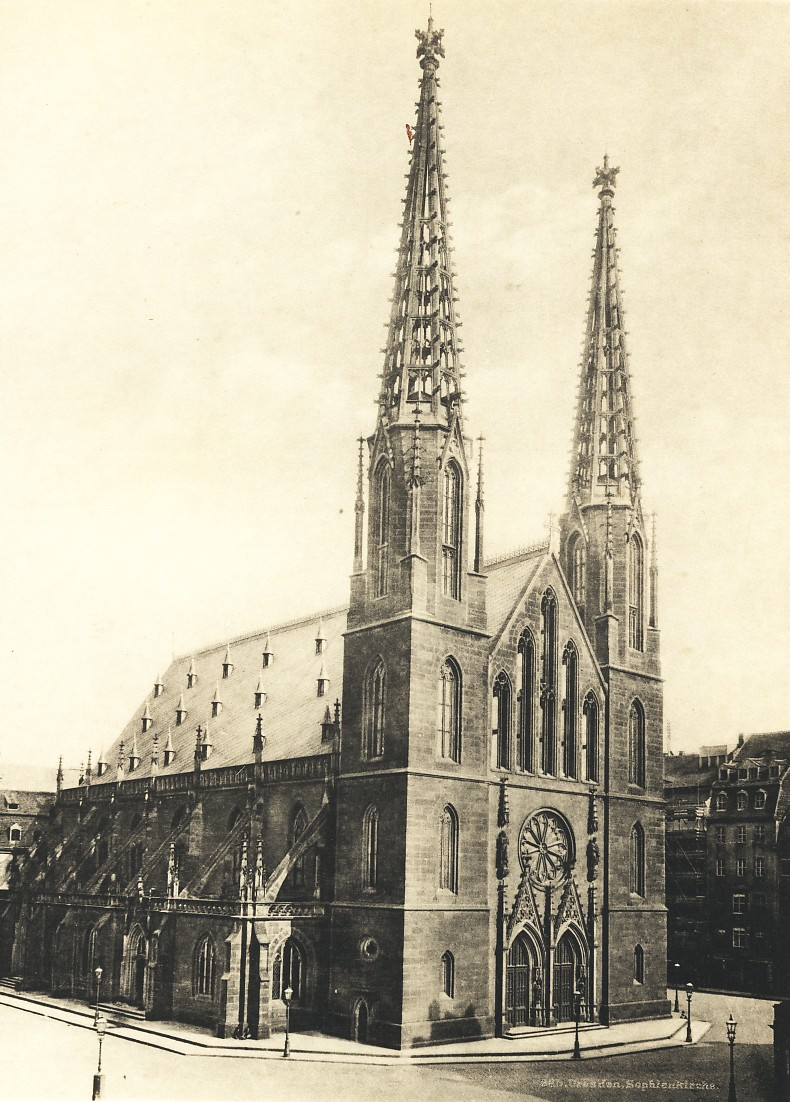
Die Sophienkirche, 1910

Die Sophienkirche war die einzige in ihrer Grundsubstanz erhaltene gotische Kirche der Stadt Dresden. Als von Beginn an zweischiffig erbaute Kirche mit zwei Chören gebührt ihr in der Architekturgeschichte eine Sonderstellung. Die Sophienkirche war bis 1918 die evangelische Hofkirche Dresdens und damit die Hauptkirche des lutherischen Königreichs Sachsen. Nach dem Ende der Monarchie 1918 diente sie als Domkirche St. Sophien ab 1922 dem sächsischen Landesbischof als Sitz. Im Jahr 1945 wurde die Sophienkirche während der Bombardierung Dresdens schwer beschädigt und schließlich von 1962 bis 1963 trotz internationaler Proteste und Widerstand in der Bevölkerung abgetragen. Diese Entscheidung war nicht zuletzt politisch motiviert.
Ein öffentliches Gedenken an die Sophienkirche war erst nach der politischen Wende in den 1990er Jahren möglich. Im Jahr 1994 fasste der Stadtrat einen Beschluss zur „Sichtbarmachung des historischen Ortes der Sophienkirche“, der vor allem vor dem Hintergrund des Wiederaufbaus der Dresdner Frauenkirche zunehmend an Bedeutung verlor. Erst im folgenden Jahr schrieb die Landeshauptstadt Dresden in Zusammenarbeit mit dem Landesamt für Denkmalpflege Sachsen einen beschränkten baukünstlerischen Wettbewerb aus, an dem dreizehn Architekten und Künstler aufgefordert wurden, Vorschläge einzureichen. Beiträge kamen aus Dresden, Freital, München und Prag. Zu den neun Preisrichtern zählten der Künstler Jürgen Schieferdecker, Denkmalpfleger Heinrich Magirius sowie Architekt Heinz Tesar.
Die Abgabe der Arbeiten erfolgte am 30. November 1995. Das Preisgericht vergab im Dezember 1995 den Ersten Preis an den Entwurf des Architekturbüros Gustavs und Lungwitz aus Dresden. Für die Entwurfsumsetzung steht ein Grundstück mit einer Größe von 250 m² zur Verfügung, das die Landeshauptstadt Dresden 2009 erworben hatte. Die Kosten für die Gedenkstätte belaufen sich ursprünglich auf 2,6 Millionen Euro und wurden über Spenden und Fördermittel finanziert. Bereits Anfang 2017 beliefen sich die Kosten der noch im Bau befindlichen Gedenkstätte auf über vier Millionen Euro, die Gesamtkosten des Baus beliefen sich auf schätzungsweise 4,8 Millionen Euro.

## Entwurf von Gustavs und Lungwitz

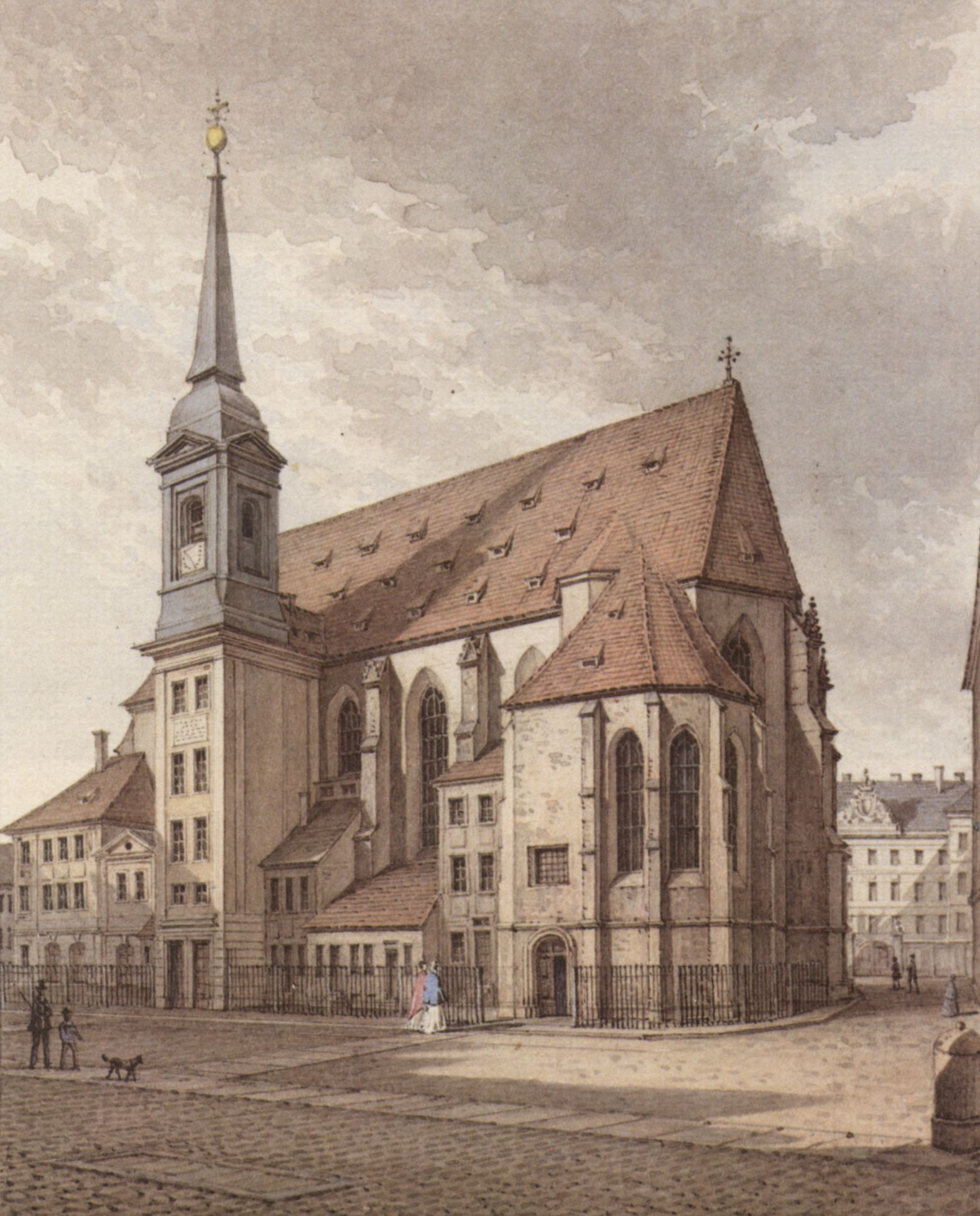
Die Busmannkapelle der Sophienkirche im Vordergrund
Aquarell von Christian Gottlob Hammer, 1852

Der Entwurf von Gustavs und Lungwitz sieht eine räumliche Reproduktion der ehemaligen Busmannkapelle am ursprünglichen Standort vor, wobei der nördliche Raumabschluss zur Kirche offen bleibt: „Der ‚angedeutete Raum‘ ist offen nach Norden, zur Kirche hin, denn sie ist gänzlich verloren.“ Die leicht abstrahierte Kapelle, deren drei Wände in Sichtbeton geschalt werden, wird durch eine gläserne Umfassung geschützt. Sie wird 21,60 Meter lang und 12 Meter breit sein und eine Höhe von 14,40 Metern haben. In die Gedenkstätte sollen original erhaltene Architekturteile und -fragmente an ihren ursprünglichen Plätzen präsentiert werden. Die Rippenkonstruktion des früheren Dreistrahlgewölbes wird durch Stahlprofile nachgebildet. Der Boden soll mit Sandsteinplatten belegt werden.
Der Ausstellungsraum soll vom Niveau der Sophienkirche abgehoben werden, wobei der Boden aus gestanzten Edelstahlplatten gefertigt sein soll, die von unten angeleuchtet werden. Auf Höhe der ehemaligen Emporen der Kirche sind Ausstellungsebenen geplant, die über eine Wendeltreppe begehbar sein sollen. Das Sockelgeschoss, das den gleichen Grundriss wie der Glaskubus hat, wird ebenfalls über die Wendeltreppe erschlossen und soll neben Toiletten, Angestelltenräumen und Räumen für die Technik auch ein Lapidarium beinhalten. Hier sollen Bildnisse, aber auch Grabsteine aus der Sophienkirche präsentiert werden.
Die Größe der Sophienkirche soll durch von der Kapelle abgehende vier unter freiem Himmel errichtete Strebepfeiler verdeutlicht werden. Sie markieren die Lage der Pfeiler, die bei der Neuerrichtung der Kirche 1351 bzw. deren Erweiterung um zwei Joche 1421 errichtet worden waren, und schaffen eine räumliche Verbindung zum Postplatz. Vom Postplatz her wird die Gedenkstätte auch zugänglich sein. Ein weiterer Zugang ist von der Ostseite über eine Hubplattform geplant.
Der Entwurf überzeugte, weil er „ohne historisierend zu entwerfen […] in einem reizvollen Wechselspiel mit modernen architektonischen Möglichkeiten die gotischen Architekturstrukturen wieder[gibt]. Empfindsam ist dabei der ideelle Umgang mit Geschichte und Gegenwart. Dennoch schleicht sich beim Betrachter das Gefühl eines Schaukastens ein.“ Bis zur Beantragung der Baugenehmigung im Jahr 2008 wurde der Entwurf von Gustavs und Lungwitz weiter entwickelt.

## Bau

### Vorbereitungen

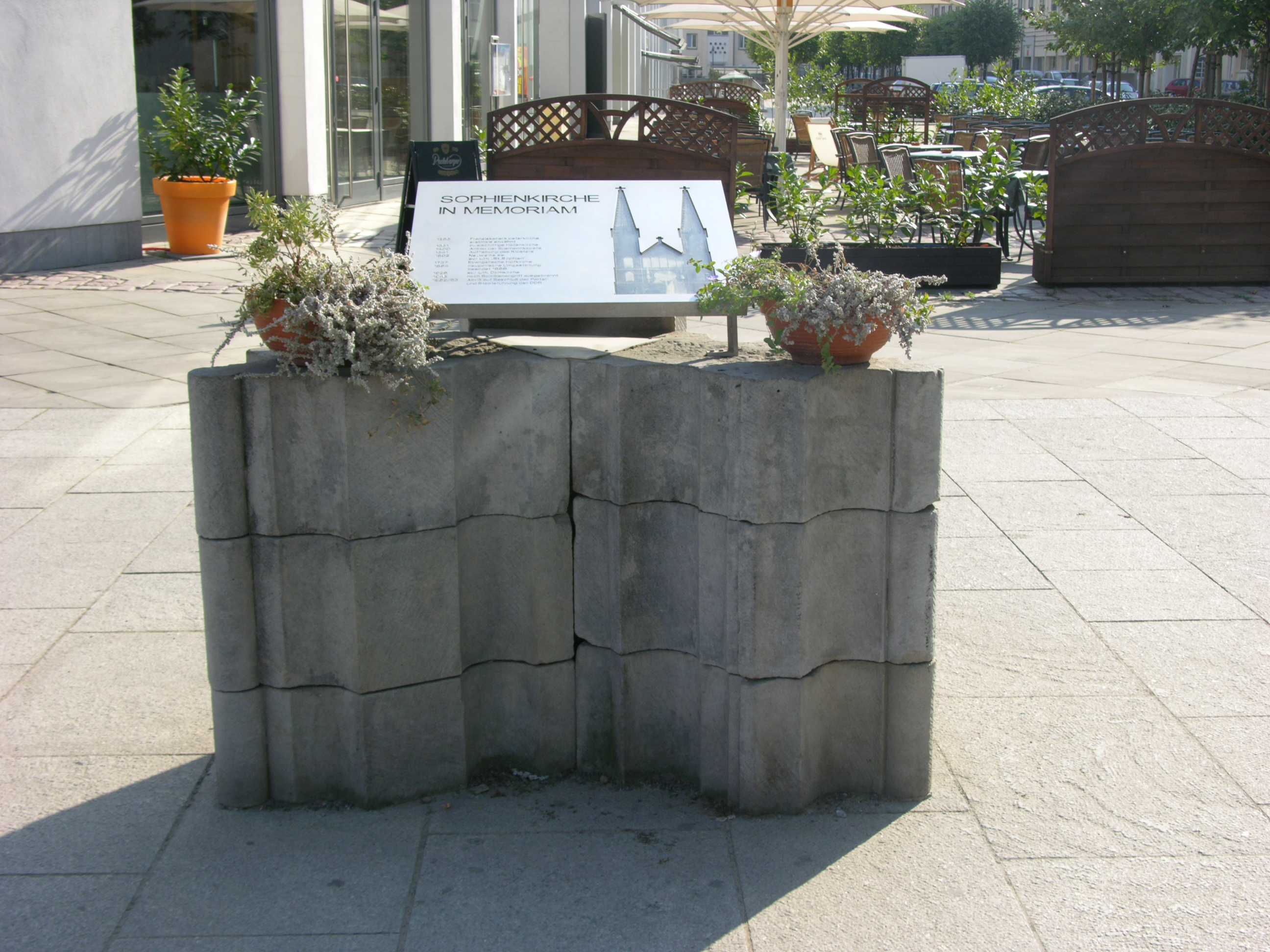
Gedenktafel aus dem Jahr 1999

Im Oktober 1995 hatte der Dresdner Stadtrat den „Bebauungsplan Nr. 54 Dresden-Altstadt Nr. 6, Postplatz/Wallstraße“ beschlossen. Dabei wurde entschieden, den im Volksmund genannten „Freßwürfel“ – die HO-Gaststätte „Am Zwinger“ – abzureißen. Sie bedeckte das südliche Areal des Sophienkirchengrundrisses und wurde 1998 abgetragen.
Es wurde auch entschieden, dass die nördliche Grundstückshälfte der früheren Sophienkirche überbaut wird. Das Haus am Zwinger, im Volksmund „Advanta-Riegel“ genannt, wurde von Heinz Tesar entworfen. „Die geschwungene Spitze des Riegels endet dort, wo einst der nördliche Turm [der Sophienkirche] stand. Absicht des Architekten war, auf den Standort der ehemaligen Kirche hinzuweisen, ihn zu markieren und ihn nicht verschwinden zu lassen.“ Das Gebäude wurde 1999 fertiggestellt. Deren Investor Advanta hatte bereits 1993 auf Betreiben des Landesamts für Denkmalpflege zugestimmt, in den entstehenden Freiflächen und das Bürohaus den maßstabsgetreuen Umriss der Kirche abzubilden. Im Juli 1998 wurde der Grundriss in rotem Meißner Granit mit Großpflastersteinen begonnen und 1999 fertiggestellt.
Am 31. Januar 1998 hatte sich die „Gesellschaft zur Förderung einer Gedenkstätte für die Sophienkirche Dresden e. V.“ gegründet. Auf ihr Betreiben hin wurde am 30. April 1999 auf Original-Säulensteinen der Sophienkirche eine Gedenkplatte für die Sophienkirche enthüllt, die der Künstler Einhart Grotegut geschaffen hatte. Die Gedenkplatte befindet sich vor dem Haus am Zwinger in Höhe des ehemaligen Hauptportals der Sophienkirche. Es ist geplant, die Gedenkplatte später in die Gedenkstätte zu überführen. Der „Gesellschaft zur Förderung einer Gedenkstätte für die Sophienkirche Dresden e. V.“, initiiert und geleitet von Hilde Herrmann (1920–2013), gelang es nicht zuletzt durch öffentliche Veranstaltungen und Pressearbeit, das Schicksal der Sophienkirche wieder in das Bewusstsein der Öffentlichkeit zu rücken.

### Erste Baustufe

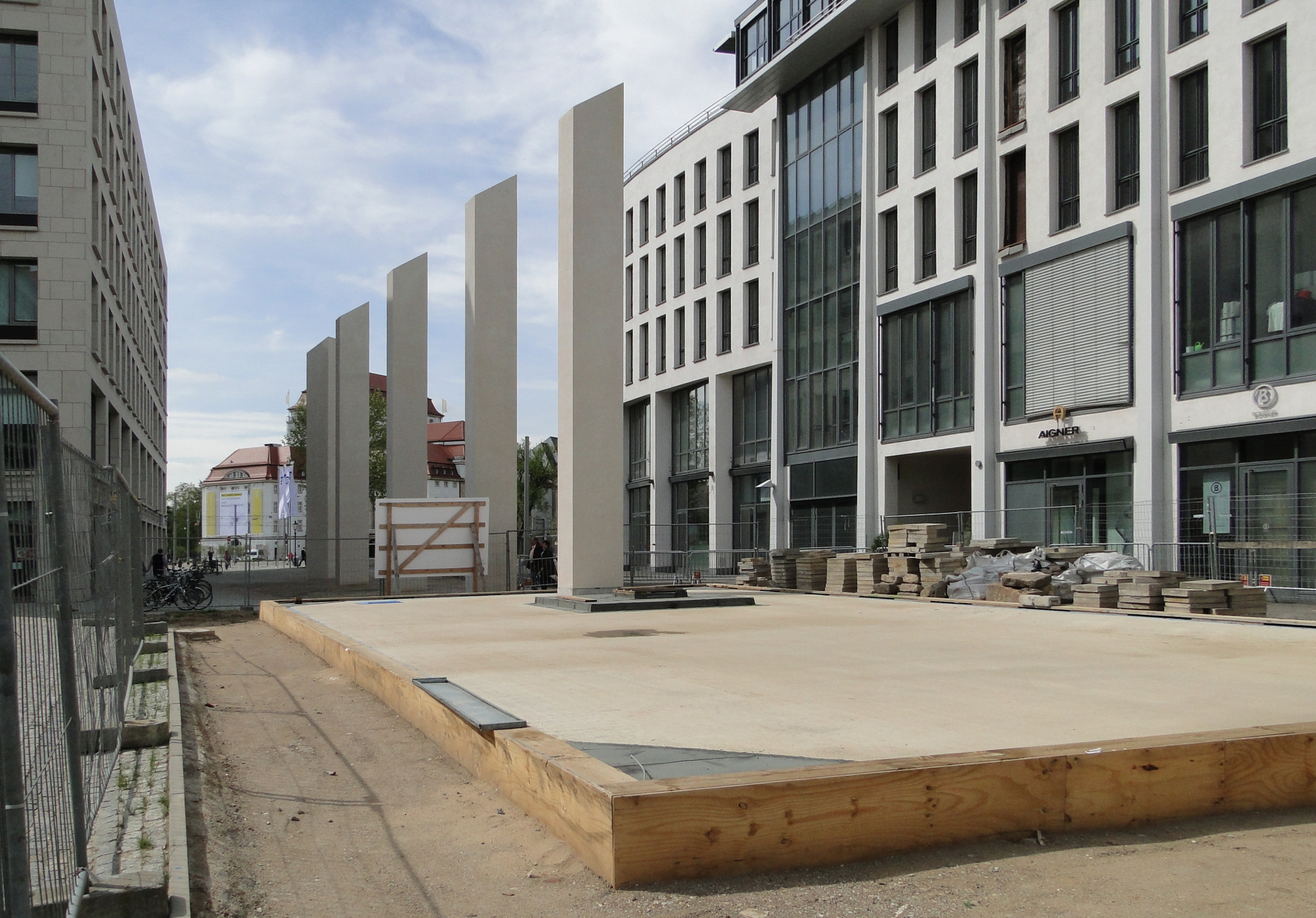
Die Gedenkstätte im Mai 2010 nach Ende der ersten Baustufe von Osten gesehen

Am 12. November 2008 wurde die Baugenehmigung für die Gedenkstätte Busmannkapelle erteilt, die 2009 rechtskräftig wurde. Am 13. Februar 2009, dem Jahrestag der Bombardierung Dresdens, wurden die ersten vier Stelen errichtet. Die der Sophienstraße nächste Stele ist als früherer Eckstrebepfeiler zum Giebel der Kirche dabei von anderer Form als die drei östlicheren Stelen. Alle vier Stelen befinden sich exakt an der Stelle der früheren westlichen Strebepfeiler der Südwand der Sophienkirche. Zwei der vier Stelen wurden dabei gestiftet, so übernahm die Kulturstiftung Dresden der Dresdner Bank im April 2011 die Kosten von 10.000 Euro für die zweite Stele, während die erste Stele bereits 2010 von dem Dresdner Unternehmen FSD Fahrzeugsystemdaten finanziert wurde. Die fünfte und letzte Stele wurde am Gründonnerstag, dem 1. April 2010, errichtet. Die Stelen sind rund 14 Meter hoch und aus Beton gefertigt.
Der erste Spatenstich für das Sockelgeschoss erfolgte im September 2009. Beim Aushub der rund sechs Meter tiefen Baugrube entdeckten Bauarbeiter Reste der von Hans Erlwein 1910 erbauten Gruft, darunter Tonfliesen mit dem sächsischen Wappen. Betonklötze, die möglicherweise aus der Zeit des Baus des Fresswürfels stammten, und zusätzlicher Bauschutt verzögerten die Bauarbeiten.
Am 19. Januar 2010 wurde in Anwesenheit von Dresdens Oberbürgermeisterin Helma Orosz und Sachsens Landesbischof Jochen Bohl offiziell der Grundstein für die Busmannkapelle gelegt. Der Sandstein stammte aus den Grundmauern der Sophienkirche und wurde während der Bauarbeiten am Sockelgeschoss gefunden. Er wurde mit den Jahren 1272 (erste Erwähnung der Franziskanerkirche), 1602 (Namensgebung als Sophienkirche), 1737 (neuer Status als Hofkirche), 1945 (Bombardierung Dresdens), 1963 (Abriss der Ruine) und 2009 (Baubeginn Gedenkstätte) versehen und mit einer Kupferschatulle gefüllt. Sie beinhaltet Zeitungen, eine Urkunde und Münzen.
Mit dem Errichten der fünften Säule im April 2010 wurde die erste Baustufe, das Sockelgeschoss, beendet. Der Bau des Sockelgeschosses kostete insgesamt rund 613.000 Euro. Am 24. März 2011 beschloss der Stadtrat, der Bürgerstiftung Dresden zum Betrieb der Gedenkstätte für 30 Jahre ein Erbbaurecht zum symbolischen Zins von einem Euro pro Jahr zu genehmigen.

### Zweite Baustufe

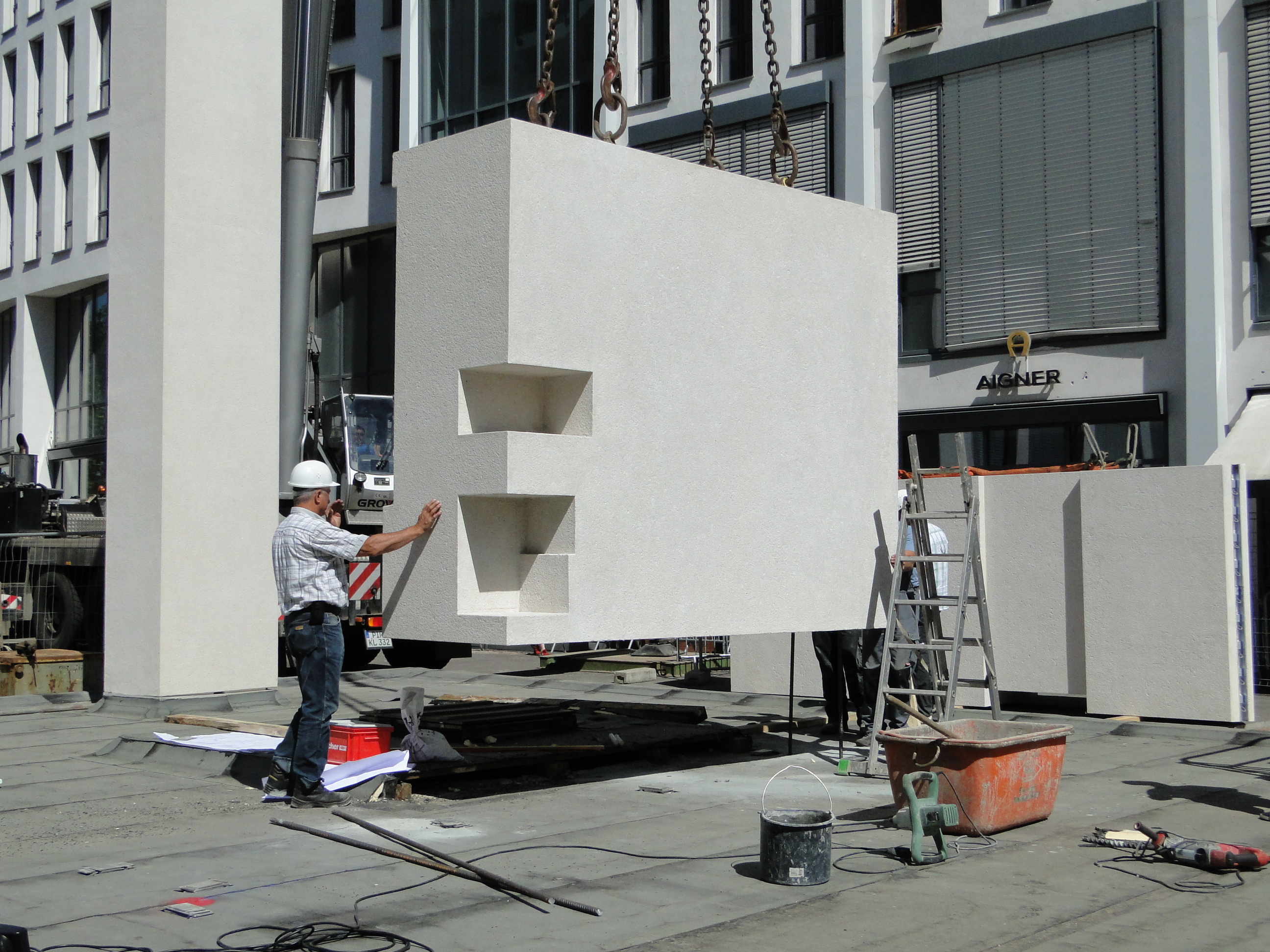
Errichtung des ersten Betonbauteils der Raumschale am 24. Mai 2011

Im März 2011 begann die Vorbereitung für die zweite Baustufe. Dafür wurde der Erdbereich um die zukünftige Gedenkstätte gepflastert. Der zweite Bauabschnitt wurde am 24. Mai 2011 offiziell eröffnet. Ziel war es zunächst, die Raumschale der zukünftigen Gedenkstätte bis zu einer Höhe von rund fünf Metern zu errichten. Die Raumschale besteht aus vorgefertigten Betonbauteilen. Zudem wurde bereits ein Teil der südlichen Fenstergewände der Kapelle in den Bau eingefügt. Die Gewände der südlichen Fenster bestehen aus 122 Werksteinen – neben zahlreichen Originalsteinen der Sophienkirche auch wenige Nachfertigungen aus den 1970er Jahren – und lagerten bisher im Lapidarium Zionskirche in Dresden. Hinzu kommen die vier Konsolsteine (Herr und Frau Busmann, Engel, Blattkonsole) der zerstörten Kapelle, die jedoch erst nach Errichtung des Glaskubus’ im dritten Bauabschnitt in die Gedenkstätte eingebracht werden sollen und bis dahin zum Teil im Stadtmuseum Dresden ausgestellt sind.
Bis zum Deutschen Evangelischen Kirchentag 2011 vom 1. bis 5. Juni in Dresden wurde ein Teil der Arbeiten beendet: „Wir schaffen es gerade so, dass die noch vorhandenen historischen Teile angebracht werden können“, so Winfried Ripp von der Bürgerstiftung Dresden im Mai 2011. Während des DEK wurde das Sockelbauwerk mit einer Holzbeplankung versehen und als provisorische Bühne genutzt. Bei stündlichen Friedenslichtandachten an der Gedenkstätte sprachen unter anderem Bischof Ralf Meister, Bischof Karl-Hinrich Manzke sowie der frühere Ministerpräsident Bayerns, Günther Beckstein. Im Dezember 2011 wurden die Bauarbeiten an der Gedenkstätte fortgesetzt. Die Raumschale erreichte dabei ihre endgültige Höhe von 10,82 Metern.
Die Kosten des zweiten Bauabschnitts betrugen rund 533.000 Euro. Sie wurden zu 90 Prozent aus dem Fonds Parteien- und Massenorganisationen der DDR finanziert, womit auch „ein Stück DDR-Unrecht wiedergutgemacht werden“ soll. Weitere zehn Prozent der Kosten trug die Landeskirche. Ab Oktober 2012 ruhten die Bauarbeiten.

### Dritte Baustufe

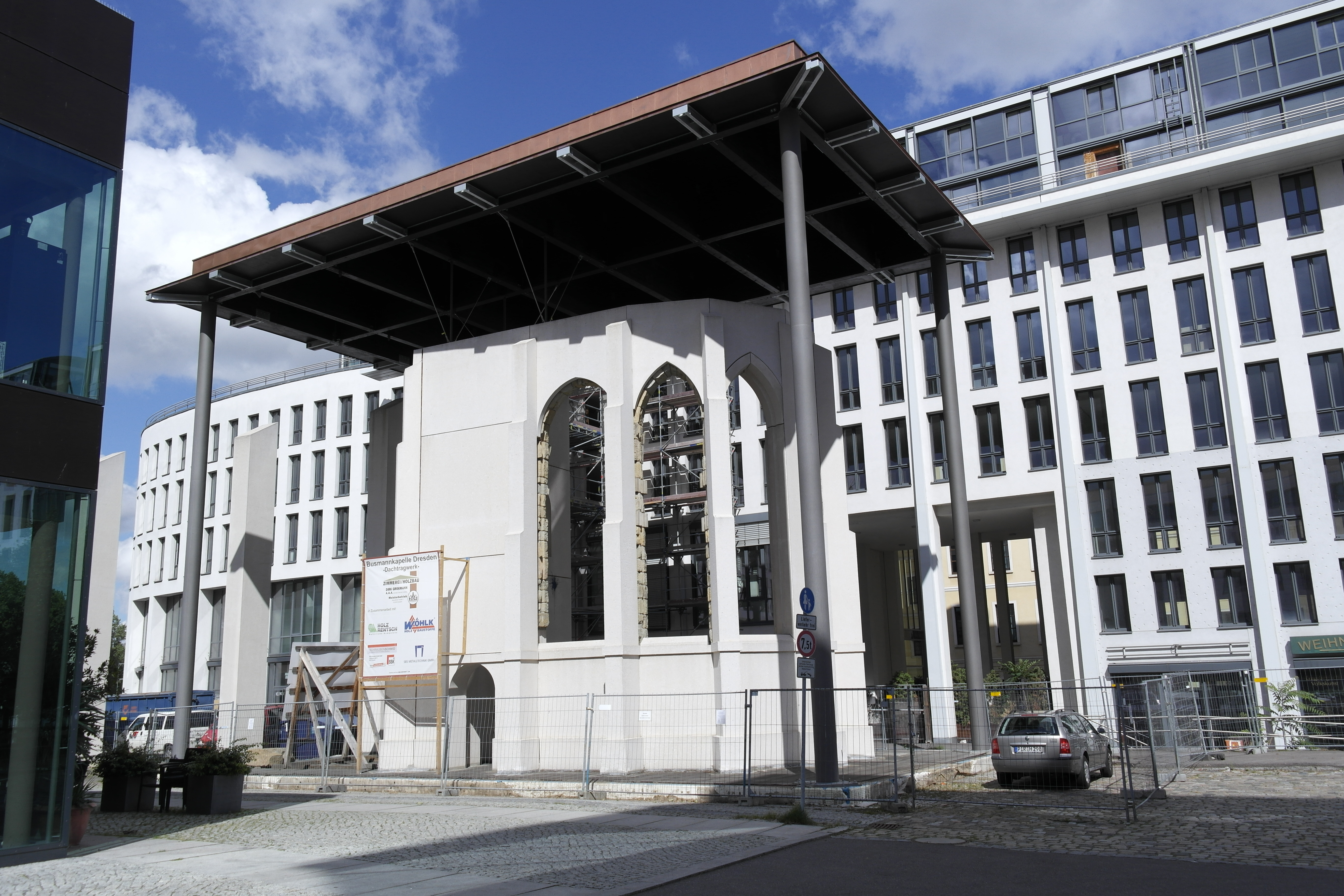
Die Gedenkstätte 2015 im Bau

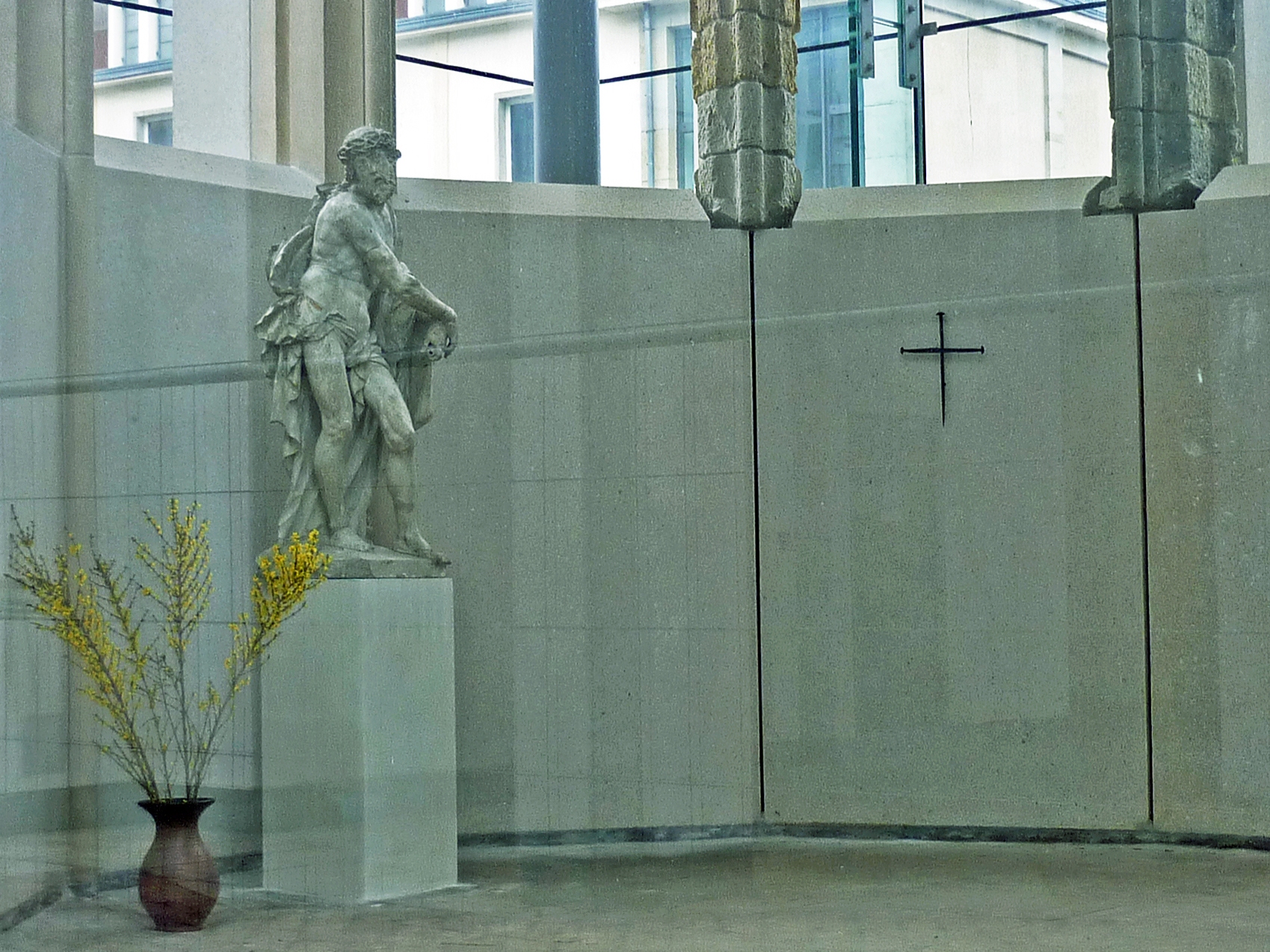
Ecce homo und Nagelkreuz im Februar 2019 im Denkraum Sophienkirche

Für die dritte Baustufe standen zunächst 1,6 Millionen Euro zur Verfügung, wobei 500.000 Euro aus dem sogenannten Mauerfonds stammten, 689.000 Euro vom Freistaat Sachsen und 340.000 Euro von der Stadt Dresden. Der Rest der Gelder sollte durch Spenden eingeworben werden. Im März 2016 folgte die Freigabe von zusätzlich je 200.000 Euro durch die Stadt Dresden und den Freistaat Sachsen, sowie im Mai 2019 eine Förderung in Höhe von 874.000 Euro, die aus dem Fonds Parteien und Massenorganisationen der DDR stammten.
Die Bauarbeiten im Rahmen der dritten Baustufe wurden Ende März 2015 aufgenommen. Zunächst entstand das auf vier Stahlsäulen stehende Dach. Es wurde nicht wie ursprünglich geplant in Glas ausgeführt, sondern in Stahl und Holz sowie mit Kupferdeckung, um bessere Innentemperaturen zu erhalten.
Bereits Ende 2014 hatte im Landesamt für Denkmalpflege, im Lapidarium Zionskirche und in verschiedenen Steinmetzwerkstätten die Reinigung und Konservierung von 13 Grabplatten aus der Sophienkirche (u. a. von Polycarp Leyser, Rudolf von Bünau) begonnen. Insgesamt zwölf Grabplatten wurden vom 23. bis 25. September 2015 im Raum der Stille im Untergeschoss eingebaut. Polycarp Leysers Grabplatte wurde separat im Kapellraum aufgestellt. Erst die Aufstellung der Grabsteine im Untergeschoss ermöglichte den Einbau einer Wendeltreppe aus gefaltetem Stahlblech, die über 50 Stufen Unter- und Erdgeschoss, Empore und Ausstellungsplattform miteinander verbindet. Der Wendeltreppenbau erfolgte Anfang November 2015.
Sollte der Glaskubus ursprünglich durch ein Stahlskelett fixiert werden, konnte er nun vollständig in Glas ausgeführt werden. Dabei wurden die 44 ca. drei mal vier Meter großen Glasscheiben per Klebetechnik miteinander verbunden und durch Schwerter – schmale Glasteile – stabilisiert. Ursprünglich sollte die Gedenkstätte bis Ende November mit Glaswänden geschlossen werden, was sich jedoch durch Wassereinbruch und technische Probleme über den Dezember 2015 hinaus verzögerte. Erst Ende August 2016 erfolgte die aufwändige Außenverglasung der Gedenkstätte, die in dem Zuge zwei Zugänge (Richtung Neumarkt, Richtung Postplatz) erhielt.

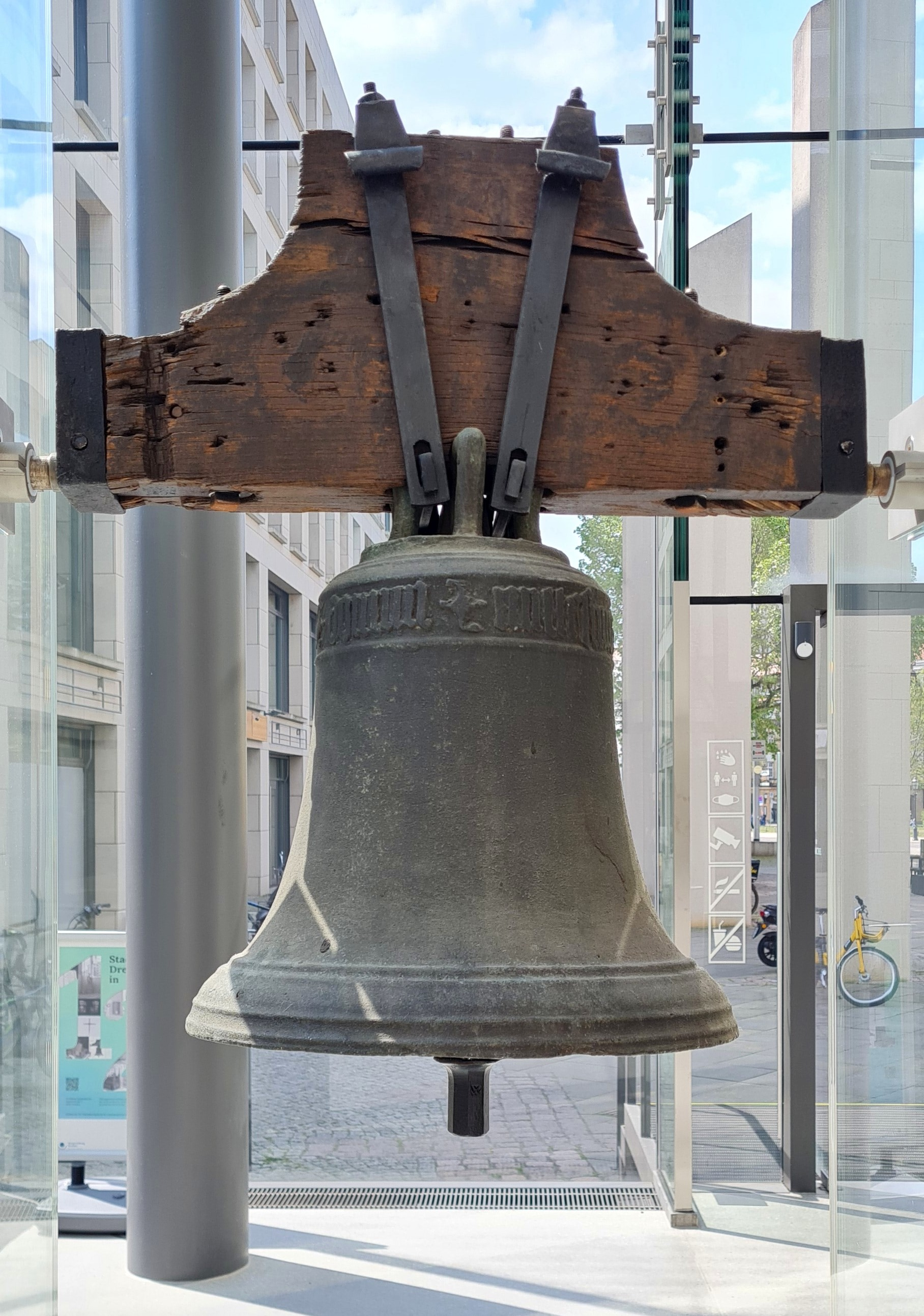
Die Glocke in der Gedenkstätte

Im Februar 2016 erfolgten Arbeiten vor allem im Raum der Stille im Untergeschoss der Gedenkstätte, so errichteten Handwerker eine Mauer aus Steinen der Sophienkirche, in die auch der Grundstein der Erinnerungsstätte aus dem Jahr 2010 integriert wurde. Die künstlerische Ausstattung des Raums übernahm Bildhauer Lothar Beck. Im Frühjahr 2017 begann der Innenausbau der Gedenkstätte, so wurden Treppenelemente und die Emporenbrüstungen im Inneren in Glas ausgeführt. Der Innenraum erhielt zudem ein abstrahiertes Gewölbe aus roten Stahlrohren. Im April 2018 konnten die vier Konsolsteine aus dem Stadtmuseum, die die Stifter Busmann, einen Engelskopf und Blattwerk zeigen, in der Gedenkstätte an Pfeilern angebracht werden. Auch die kleinste Glocke der Sophienkirche, die sich im Dachreiter des Gemeindehauses Mickten befand, kam in die Gedenkstätte, wo sie stündlich schlägt.
Ende Januar 2019 wurde die Figur des Ecce Homo, die Teil des Nosseni-Epitaphs war, aus der Kreuzkirche entfernt und am 11. Februar 2019 zunächst provisorisch im Erdgeschoss der Gedenkstätte aufgestellt. Am 12. Februar 2019 übergab der anglikanische Bischof Christopher Cocksworth aus Coventry dem Oberlandeskirchenrat Harald Bretschneider feierlich das Nagelkreuz von Coventry, das im Erdgeschoss angebracht wurde. Die Gedenkstätte ist damit neben der Diakonissenanstalt (1965), der Kreuzkirche (1985), der Frauenkirche (2005) und der Kirche Maria am Wasser (2006) eines der fünf Nagelkreuzzentren in Dresden. Der Ecce Homo wurde bereits am Folgetag von der Baustelle entfernt und bis zur endgültigen Aufstellung 2020 eingelagert. Bis Sommer 2020 erfolgte unter anderem der Einbau der Fußböden im Erdgeschoss sowie der Lüftungs-, Heiz- und Sanitärtechnik.
Die COVID-19-Pandemie verzögerte die geplante Eröffnung der Gedenkstätte, die für Juni 2020 geplant war. Sie erfolgte schließlich im feierlichen Rahmen am 9. Oktober 2020. Die Gedenkstätte erhielt dabei den neuen Namen DenkRaum Sophienkirche.

## Nutzung

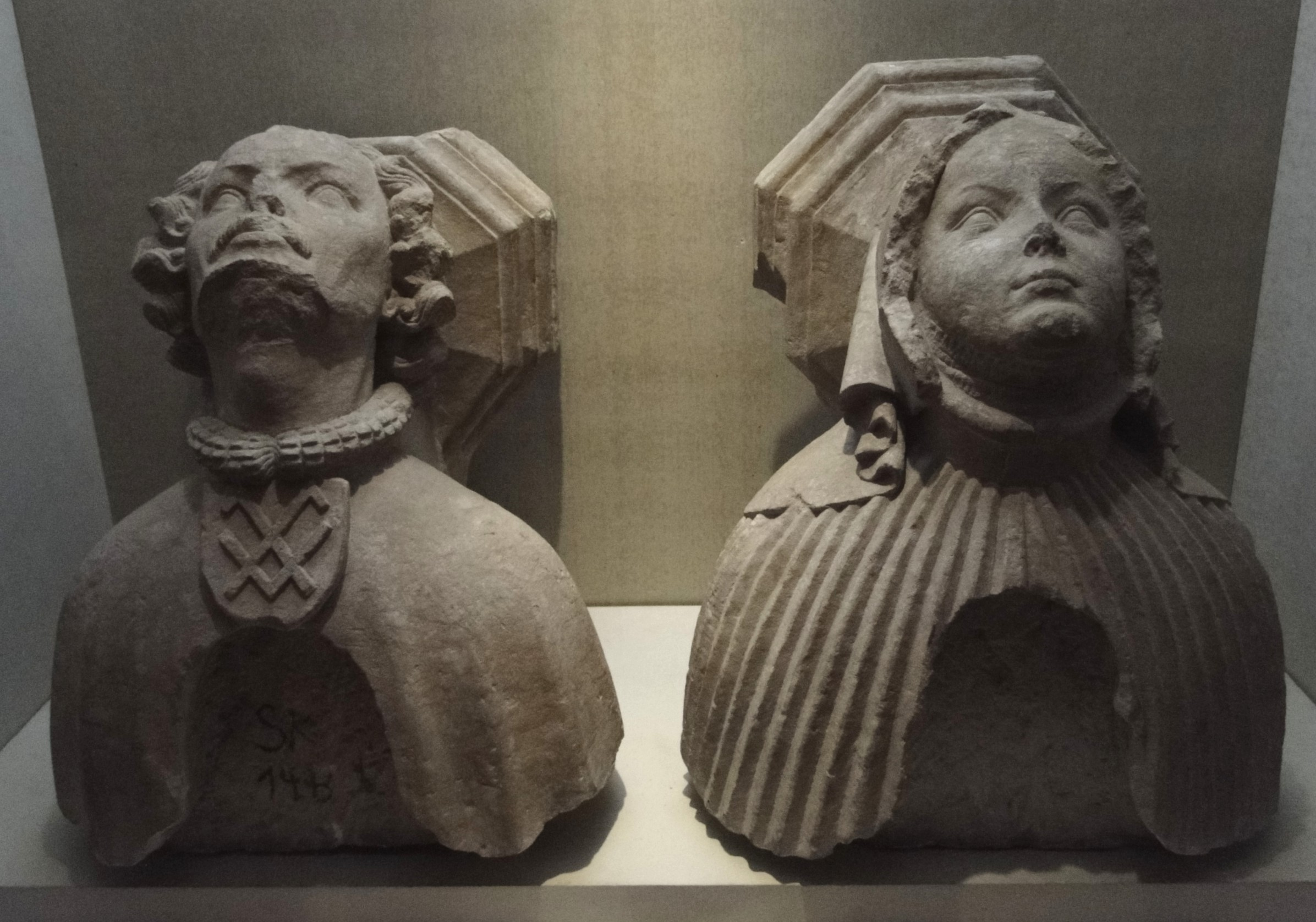
In der Gedenkstätte verbaut: Die Konsolbüsten von Lorenz Busmann und seiner Frau, bis 2018 im Stadtmuseum Dresden

Eine Grundforderung der Ausschreibung 1995 war, dass erhaltene Architekturfragmente der Busmannkapelle in die Gestaltung der Gedenkstätte einfließen sollen. Dazu gehören:
- 40 Dienstwerkstücke
- 06 Rippenanfänger
- 23 Laibungsbogenstücke
- 01 Sohlbankstück
- 21 Gewändestücke
- Maßwerkreste der Fenster aus dem Jahr 1864
- 03 Kragsteine (Westempore)
- 04 Konsolsteine (Frau Busmann, Lorenz Busmann, Engel, Blattwerk)

Neben der Präsentation original erhaltener Stücke der Busmannkapelle wird die Gedenkstätte für wechselnde Ausstellungen, Präsentationen und Vorträge genutzt. Auch Andachten sind möglich, so finden sonnabends Nagelkreuzandachten statt. Die Kapelle im Untergeschoss fasst rund 40 Stühle. Der Entwurf von Gustavs und Lungwitz sah vor, das Nosseni-Epitaph ähnlich einer Anastilosis wiederherzustellen und so zentral an der Ostwand der Kapelle anzuordnen, dass die Zuschauer bei Veranstaltungen „in der Regel […] im Angesicht des Schmerzensmannes [des Epitaphs] sitzen.“ Dies wurde nur zu Teilen umgesetzt. Bildprojektionen sind an der Westwand der Kapelle möglich.
Neben einem Erinnerungsort für die Sophienkirche soll die Gedenkstätte auch das Gedenken an die Opfer der Bombardierung Dresdens am 13. Februar 1945 ermöglichen sowie den Widerstand der evangelischen Bevölkerung Dresdens „in der Zeit zweier Diktaturen von 1933 bis 1989“ würdigen.
Die Gedenkstätte Busmannkapelle wurde nach der Fertigstellung nicht von der Stadt Dresden, sondern gemeinsam von der Bürgerstiftung Dresden und der „Gesellschaft zur Förderung einer Gedenkstätte für die Sophienkirche Dresden e. V.“  betrieben. Ein entsprechender Vertrag wurde 2008 unterzeichnet. Die Gedenkstätte sollte nicht ganzjährig, sondern nur von Ostern bis zum Reformationstag geöffnet sein. Für die Wintermonate waren Öffnungen nur zu speziellen Anlässen geplant.